# Jessica Hawkins

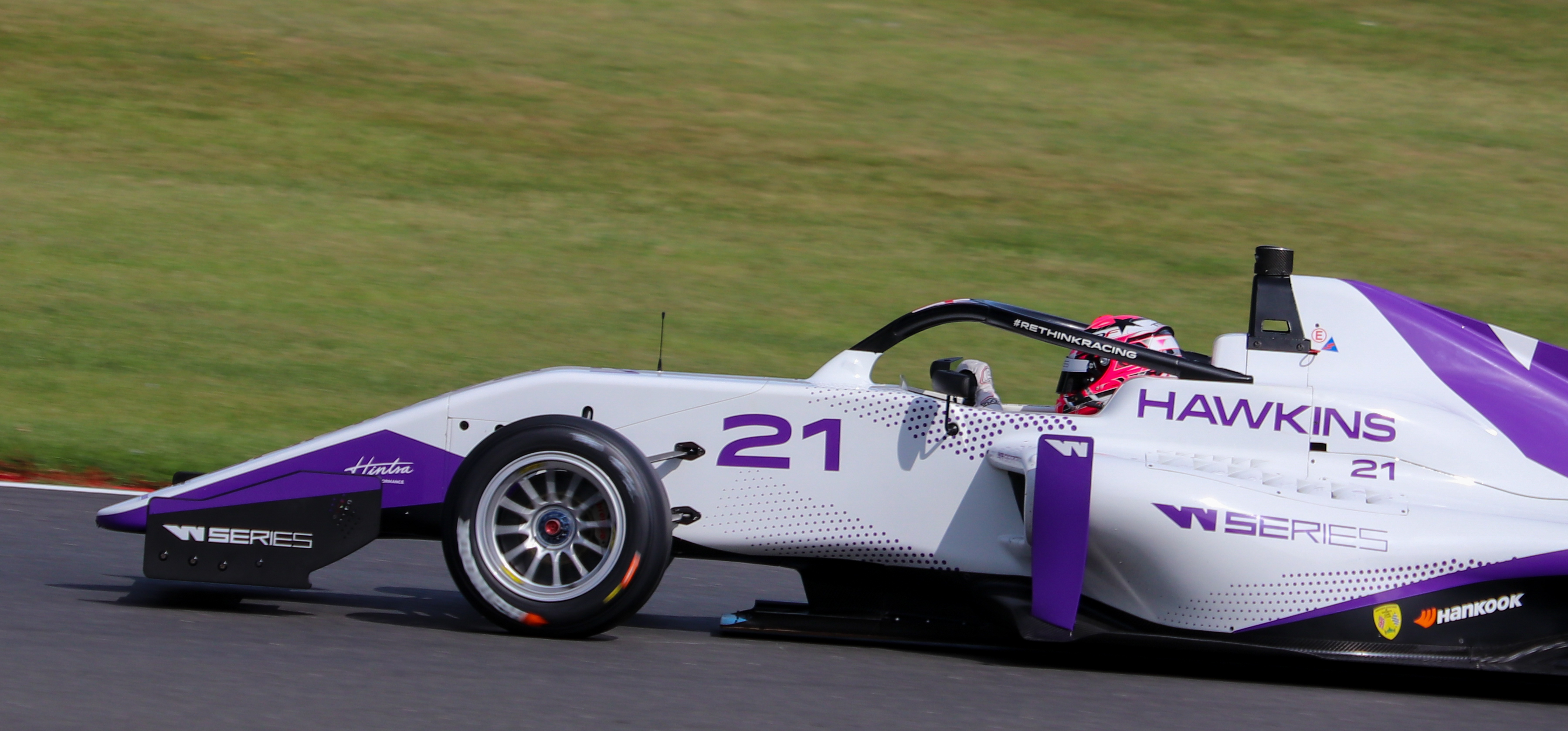
Jessica Hawkins 2019 im Formelwagen in der W Series

Jessica Hawkins (* 16. Februar 1995) ist eine britische Automobilrennfahrerin und Stuntfahrerin.

## Karriere als Rennfahrerin
Jessica Hawkins fing 2005 mit dem Kartsport an und fuhr dort bis 2012. 2011 wurde sie Zweite in der Rotax Junior-Wertung der Kartmasters British Grand Prix und ein Jahr später erreichte sie in der KF3-Wertung den dritten Rang in dieser Kart-Serie.
2013 und 2014 startete sie zu einigen Rennen im Renault Clio Cup. In ihrem zweiten Jahr in der Serie wurde sie 7. in der Gesamtwertung.
Parallel zum Clio Cup fuhr sie 2014 drei Läufe mit dem Team MBM Motorsport in der Britischen Formel Ford. In der Saison 2015 trat sie in der Britischen Formel-4-Meisterschaft an und wurde 23. im Gesamtklassement. Sie startete in der Saison 2015/16 zu zwei Rennen in Bahrain in der MRF Challenge und beendete diese jeweils mit dem 15. Platz.
2016 und 2018 fuhr sie einige Rennen im Volkswagen Racing Cup und erreichte 2016 mit dem 22. Platz ihr bestes Gesamtergebnis.
In der Saison 2017 trat Hawkins in Cooper Pro-Wertung der Mini Challenge Great Britain an und gewann den Vize-Meistertitel.
2019, 2021 und 2022 startete sie in der W Series und belegte zum Saisonende 2022 mit den neunten Platz ihr bestes Gesamtergebnis. Da die W Series 2020 wegen der COVID-19-Pandemie abgesagt wurde, fuhr sie in der stattdessen ausgetragenen W Series Esports League und wurde dort ebenfalls Elfte im Klassement.
2020 ging sie mit einem Vauxhall Astra in der Britischen Tourenwagen-Meisterschaft (BTCC) in drei Läufen in Snetterton an den Start und belegte zum Ende den 35. Gesamtplatz. Parallel startete sie als Gaststarterin in zwei Läufen der Jaguar I-Pace eTrophy 2019/20.

## Karriere als Stuntfahrerin
Um den Motorsport finanzieren zu können, wurde Hawkins Stunt-Fahrerin und fuhr in der Fast-&-Furious-Liveshow.
Für den Film James Bond 007: Keine Zeit zu sterben ist sie ebenfalls als Stunt-Fahrerin tätig und ist 2021 Aston-Martin-Markenbotschafterin geworden. Parallel unterstützt sie die Aston Martin-Formel-1-Piloten Sebastian Vettel, Lance Stroll und Nico Hülkenberg bei den Rennsimulator-Einsätzen.

## Statistik

### Einzelergebnisse in der W Series
| Jahr | 1   | 2   | 3   | 4   | 5   | 6   | 7   | 8   | 9   | 10  | Punkte | Rang |
| ---- | --- | --- | --- | --- | --- | --- | --- | --- | --- | --- | ------ | ---- |
| 2019 | HOC | ZOL | MIS | NOR | ASS | BRA |     |     |     |     | 12     | 11.  |
| 2019 | 11  | 13  | 15  | DNF | 7   | 7   |     |     |     |     | 12     | 11.  |
| 2021 | RBR | RBR | SIL | BUD | SPA | ZAN | AUS | AUS |     |     | 27     | 11.  |
| 2021 | 16  | 16  | 16  | 10  | 6   | 5   | 6   | 15  |     |     | 27     | 11.  |
| 2022 | MIA | MIA | CAT | SIL | LEC | BUD | SIN | AUS | MEX | MEX | 37     | 9.   |
| 2022 | 2   | DNF | 11  | 6   | 10  | 14  | 5   | C   | C   | C   | 37     | 9.   |